# RG Snyman

a Compétitions nationales et continentales officielles uniquement.

b Matchs officiels uniquement.
Dernière mise à jour le 1 décembre 2024.
Rudolph Gerhardus (RG) Snyman, né le 29 janvier 1995 à Potchefstroom (Afrique du Sud), est un joueur international sud-africain de rugby à XV, jouant au poste de deuxième ligne au Leinster, évoluant en United Rugby Championship.
Il remporte la Coupe du monde à deux reprises avec les Springboks en 2019 et 2023.

## Carrière

### Jeunesse et formation
Durant sa jeunesse, Snyman joue pour les sections jeunes des Blues Bulls à partir de 2008. Il représente son équipe à plusieurs reprises lors de différentes éditions de la Craven Week, participant notamment à l'édition 2013 des moins de 18 ans, ce qui lui permet de découvrir l'équipe sud-africaine des moins de 18 ans avec qui il joue trois rencontres.

### Avec les Blues Bulls et découverte du Super Rugby
RG Snyman a commencé sa carrière professionnelle en 2014 avec la province des Blue Bulls en Vodacom Cup, puis en 2015 en Currie Cup. Cette même année, il est retenu dans l'effectif des Bulls pour disputer le Super Rugby, mais il ne prend part à aucune rencontre. Toutefois, il prolonge son contrat avec les Blue Bulls jusqu'en 2017.
C'est à partir de la saison 2016, qu'il devient un joueur important des Bulls, étant titularisé douze fois en autant de rencontres.

### Au Japon, en parallèle du Super Rugby
En 2017, il quitte la province des Blue Bulls pour rejoindre le club japonais des Honda Heat, mais continue de participer au Super Rugby avec les Bulls jusqu'en 2019.
Il dispute la première saison de la deuxième division japonaise en 2017 (en), et remporte ce championnat, puis prend part à la saison suivante de Top League. À la fin de la saison 2018, il fait son retour avec les Bulls pour le Super Rugby 2019 mais se blesse au genou durant cette saison, à seulement quelque mois de la Coupe du monde 2019.

### Au Munster: blessures à répétition
En 2020, il signe dans la province irlandaise du Munster, dont l'entraîneur est l'ancien entraîneur des avants des Springboks : Johann van Graan. Il signe un contrat de deux ans qui commence le 1er juillet 2020, mais il arrive finalement plus tôt en Irlande, courant mai, à la suite de l'arrêt de la Top League dû à la pandémie de Covid-19.
Snyman fait ses débuts avec sa nouvelle équipe contre le Leinster, le 22 août lors d'une défaite 27-25, il est titulaire mais subit une déchirure du ligament croisé antérieur au bout de sept minutes de jeu, il est alors indisponible pour le reste de la saison,. Néanmoins, il est sur le point de rejouer après sa blessure, en fin de saison, mais il doit subir une intervention chirurgicale mineure qui l'en empêche. Cette première année en Irlande est vraiment malchanceuse pour Snyman, en juin il subit des brûlures importantes à la suite d'un accident de cheminée avec ses coéquipiers Damian de Allende, Mike Haley (en) et CJ Stander.
Il fait son retour en tant que remplaçant pour le premier match de la saison du Munster, en United Rugby Championship 2021-2022, qui s'impose 42-17 contre les Sharks, le 25 septembre 2021, soit 1 an et 1 mois après son dernier match. La semaine suivante, il est de nouveau remplaçant et inscrit son premier essai avec le Munster lors d'une victoire 34-18 contre les Stormers. Il enchaîne son troisième match d'affilée le 10 octobre contre les Scarlets, il rentre à la 51e minute mais ressort dès la 60e minute à cause d'une rechute du ligament croisé, c'est son dernier match de la saison donc. Malgré ses deux graves blessures, le Munster lui fait confiance et lui fait signer un nouveau contrat de deux ans en janvier 2022.
En décembre 2022, il n'a toujours pas rejoué de match avec le Munster, plus d'un an et deux mois après sa blessure. Les médecins du Munster annoncent qu'il pourrait rejouer début 2023. Finalement, il rejoue début mars, dix-sept mois après son dernier match, lors de la quinzième journée du United Rugby Championship en remplacement de Jean Kleyn en seconde période contre les Scarlets. Il parvient ensuite à enchainer trois autres matchs, puis en débute un autre avant de subir une commotion cérébrale dès le premier quart d'heure de jeu lors du quart de finale d'URC contre Glasgow où il ne revient pas en jeu,. Sa province atteint ensuite la finale du United Rugby Championship après avoir battu le Leinster en demi-finale. En finale, les Irlandais affrontent les Sud-Africains des Stormers, et RG Snyman entre en jeu en seconde période. Le Munster s'impose 19 à 14 et remporte cette compétition pour la première fois depuis 2011,.
Après son deuxième titre de champion du monde obtenu fin octobre 2023, il est forcé de se faire opérer à une épaule et ne fait pas son retour au Munster dès la fin de la compétition. Le mois suivant, le Munster annonce qu'il n'est pas prolongé et qu'il doit trouver une nouvelle équipe pour la saison prochaine. En décembre, la province rivale du Leinster annonce qu'il le recrute à partir de la saison 2024-2025.

### En équipe nationale

#### Afrique du Sud des moins de 20 ans
RG Snyman est sélectionné par l'équipe d'Afrique du Sud des moins de 20 ans pour participer au Championnat du monde junior 2015.

#### Afrique du Sud
RG Snyman est retenu par les Springboks pour participer à la tournée d'été 2018 contre l'équipe d'Angleterre, il prend part à ses trois premières rencontres, en tant que titulaire où il est aligné avec Franco Mostert en deuxième ligne,,. Puis, il est sélectionné pour le Rugby Championship 2018. Il dispute cinq rencontres lors de cette compétition, toutes en tant que remplaçant. L'Afrique du Sud, le retient de nouveau pour les tests d'automne en Europe où il dispute les quatre rencontres.
Il est sélectionné pour participer au Rugby Championship 2019, il joue deux rencontres dans cette compétition et la remporte. En août 2019, il est sélectionné par Rassie Erasmus pour participer à la Coupe du monde 2019. Il fait face à une forte concurrence à son poste avec Eben Etzebeth, Lood de Jager et Franco Mostert, toutefois, il joue les sept matchs de la compétition, dont deux comme titulaire et inscrit un essai contre l'Italie. L'Afrique du Sud remporte le tournoi en finale contre les Anglais.
Snyman est sélectionné par le nouvel entraîneur Jacques Nienaber pour participer à la Tournée 2021 des Lions britanniques et irlandais qui viennent en Afrique du Sud, mais l'accident de cheminée, cité en amont, nécessite une greffe de peau, ce qui empêche Snyman de disputer la Tournée. Il retourne donc au Munster pour effectuer son rétablissement,, mais une semaine plus tard il rejoint le regroupement sud-africain pour participer au Rugby Championship 2021. Finalement, il ne participe à aucun match de cette compétition.
En juin 2023, il est sélectionné pour le Rugby Championship, deux ans après son dernier appel en sélection. Le mois suivant, il joue ses premiers matchs avec les Springboks depuis la finale de la Coupe du monde 2019 lors des trois rencontres du Rugby Championship où il est remplaçant. Début août, il est sélectionné pour participer à la Coupe du monde 2023. Durant la compétition, il dispute six rencontres, toutes en tant que remplaçant, dont notamment la finale remportée par son équipe, il se montre indispensable et décisif comme lors de la demi-finale face aux Anglais où il inscrit un essai important. Il remporte alors sa deuxième Coupe du monde après 2019.

## Statistiques

### En sélection nationale
Au 21 novembre 2024, RG Snyman compte 40 sélections sous le maillot des Springboks. Il a été sélectionné pour la première fois avec les Springboks le 9 juin 2018 contre l'Angleterre. Il inscrit deux essais, 10 points.

## Palmarès

### En club
- Vainqueur du Top Challenge en 2017 avec le Honda Heat.
- Vainqueur du United Rugby Championship en 2023 avec le Munster et en 2025 avec le Leinster.

### En équipe nationale
- Vainqueur du Rugby Championship en 2019 avec l'Afrique du Sud.
- Vainqueur de la Coupe du monde en 2019 et en 2023 avec l'Afrique du Sud.

## = Distinctions personnelles
- Élu Joueur de la saison du United Rugby Championship en 2025.
- Membre de l'équipe type du United Rugby Championship en 2025.